# John Shelley (4e baronnet)
John Shelley 4e baronnet (5 mars 1692 - 6 septembre 1771) de Mitchelgrove, dans le Sussex, est un homme politique britannique qui siège à la Chambre des communes entre 1727 et 1747.

## Biographie
Il est le fils aîné de John Shelley, 3e baronnet et de sa deuxième épouse, Mary Gage, fille de John Gage, 4e baronnet, de Firle, Sussex. Il succède à son père le 25 avril 1703. Il est catholique et se convertit à l'anglicanisme en 1716. Il épouse Catherine Scawen, fille de Thomas Scawen de Horton, dans le Buckinghamshire le 21 mai 1717. Elle meurt en septembre 1726 et le 16 mars 1727, il épouse Margaret Pelham, fille de Thomas Pelham (1er baron Pelham) de Laughton. Son frère est Thomas Pelham-Holles, 1er duc de Newcastle.

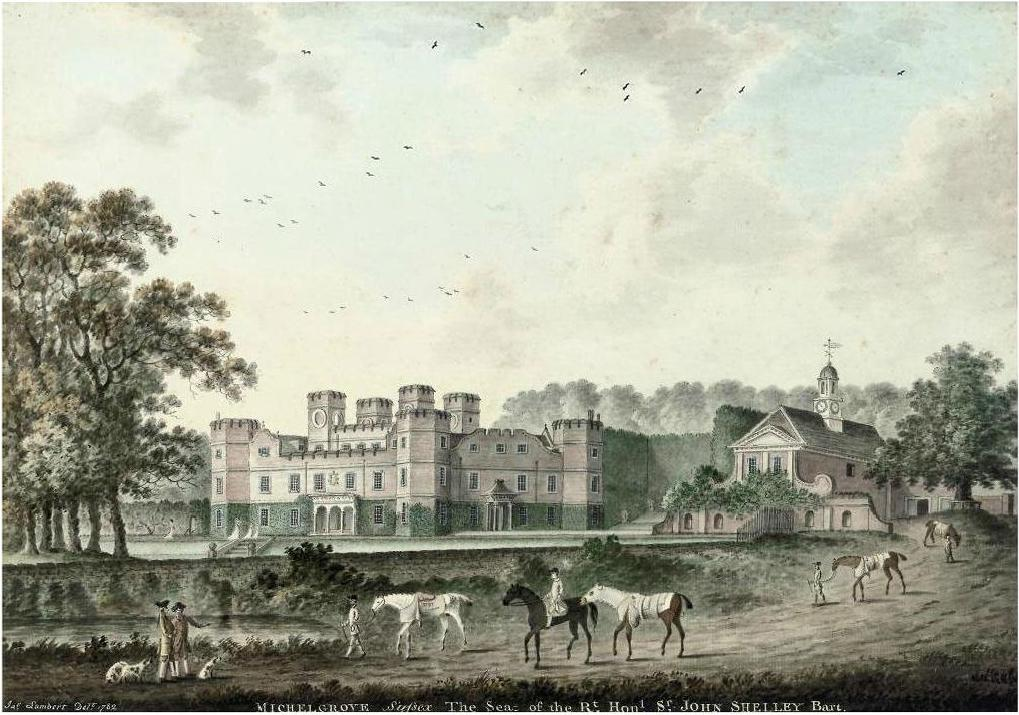
Mitchelgrove House.

Il est élu député d'Arundel aux Élections générales britanniques de 1727. Il a toujours soutenu le gouvernement tout au long de sa carrière parlementaire. Il est réélu sans opposition à Arundel aux élections générales de 1734 mais perd son siège en 1741. Son beau-frère, le duc de Newcastle, le nomme député de Lewes lors d'une élection partielle le 6 décembre 1743. Sa femme cherche un poste officiel pour son mari auprès de son frère mais rien ne s'est matérialisé. Des questions sont soulevées au sujet de sa vie privée et il est écarté aux Élections générales britanniques de 1747.
Il est décédé le 6 septembre 1771. Il a deux filles de sa première épouse et un fils et deux filles de sa deuxième épouse. Son fils John Shelley (5e baronnet) lui succède comme baronnet.